# Cedr atlaský
Cedr atlaský (Cedrus atlantica) je neopadavý jednodomý jehličnatý strom, který pochází ze severní Afriky z pohoří Atlas. Dnes bývá běžně vysazován v parcích a zahradách, a to i v různých kultivovaných formách.

## Popis
Tento strom dorůstá v oblasti svého původu do výšky 50 metrů. Ve střední Evropě však najdeme maximálně třicetimetrové exempláře.
Je typický svou korunou, která je u vzrostlého jedince nepravidelná a v obryse kuželovitá. V horní části má vždy vzpřímené větve (nevytváří jednotlivá patra). Vrchol dotváří tupá špice. Kmen bývá přímý.
Jehlice jsou až 3 cm dlouhé, tmavě zelené (u kultivaru „Glauca“ modrozelené). Na větvích se vytvářejí jehlicové svazečky (až 40 jehlicích) spirálu. Samičí šištice jsou válcovitého tvaru, dorůstají až do délky 6 centimetrů a každá zralá šiška má na svém povrchu široké šupiny. Samčí květy jsou hnědožluté, válcovité, mírně zahnuté a až 5 cm dlouhé. Kvete v září a říjnu.
Kůra stromu se vyznačuje mělkými brázdami a šedohnědou barvou.

## Nároky na stanoviště
Cedr atlaský potřebuje půdu bohatou na živiny (např. potřebuje vápenaté živiny). Vyhovují mu také dlouhé zimy s dostatkem sněhu a suchá, teplá léta. Ve střední Evropě však mohou mrazivé zimy cedr poškozovat.

## Původní a dnešní výskyt
Tento druh cedru pochází z pohoří Atlas na území Maroka a Alžírska. V současnosti se hodně vysazuje jako okrasná dřevina v mnoha oblastech světa. Je tedy přirozené, že bylo vyšlechtěno mnoho jeho kultivarů.

## Využití
Trvanlivého cedrového dřeva se využívá již od biblických dob ve stavebnictví či výrobě nábytku a lodí. Dříve se sbírala rovněž jeho pryskyřice.

## Galerie

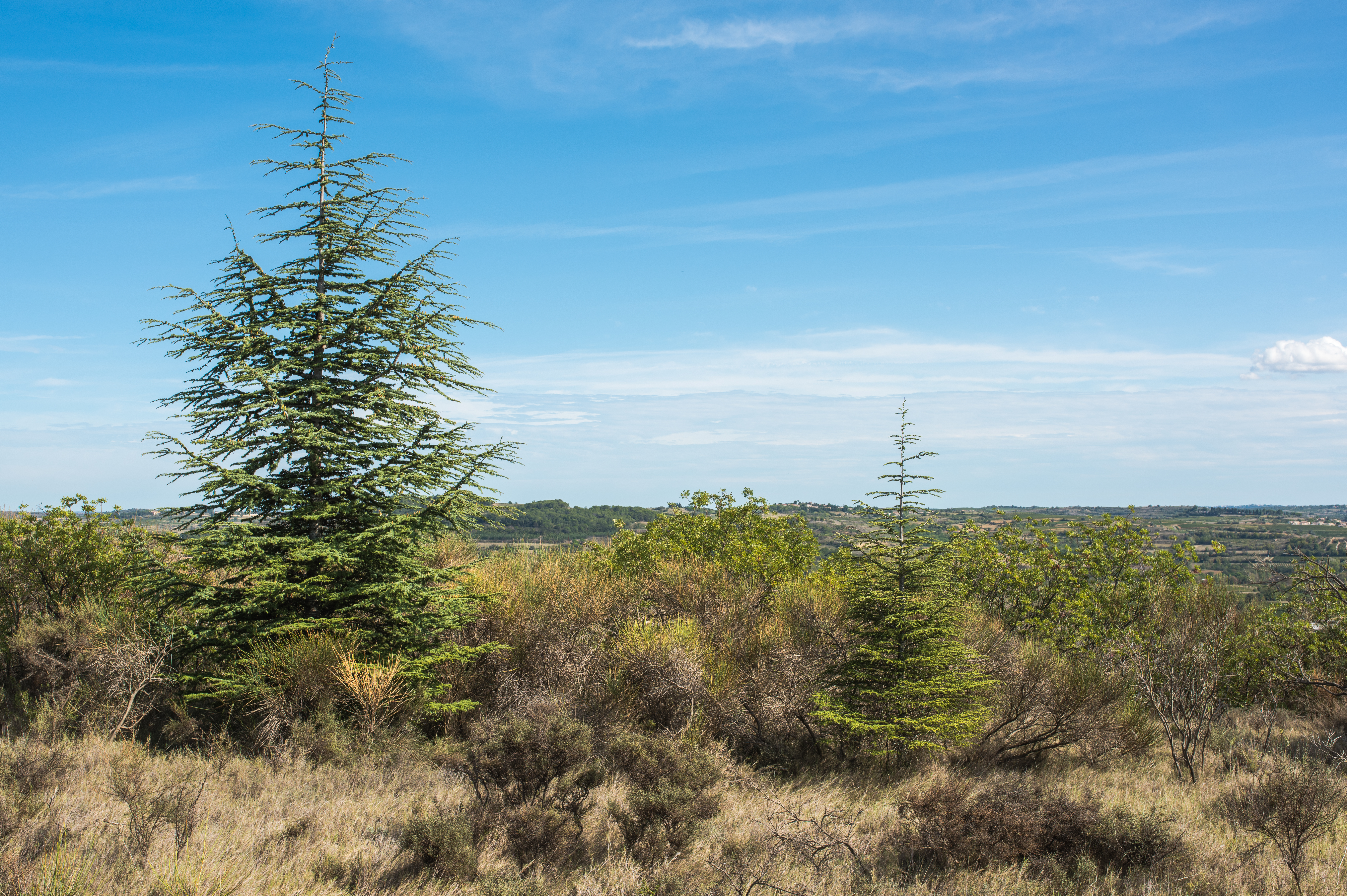
Mladé stromy
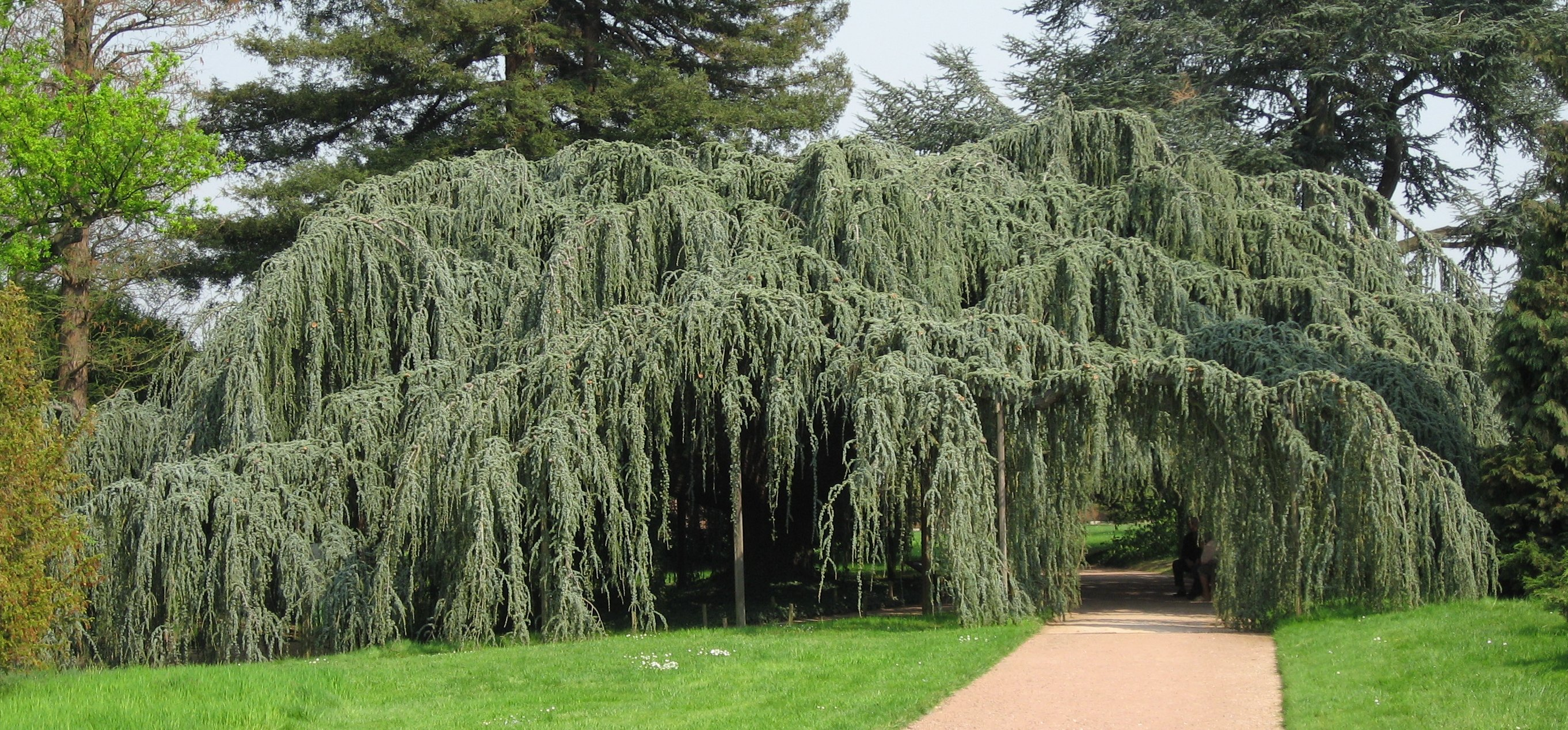
Kultivar 'Glauca Pendula'
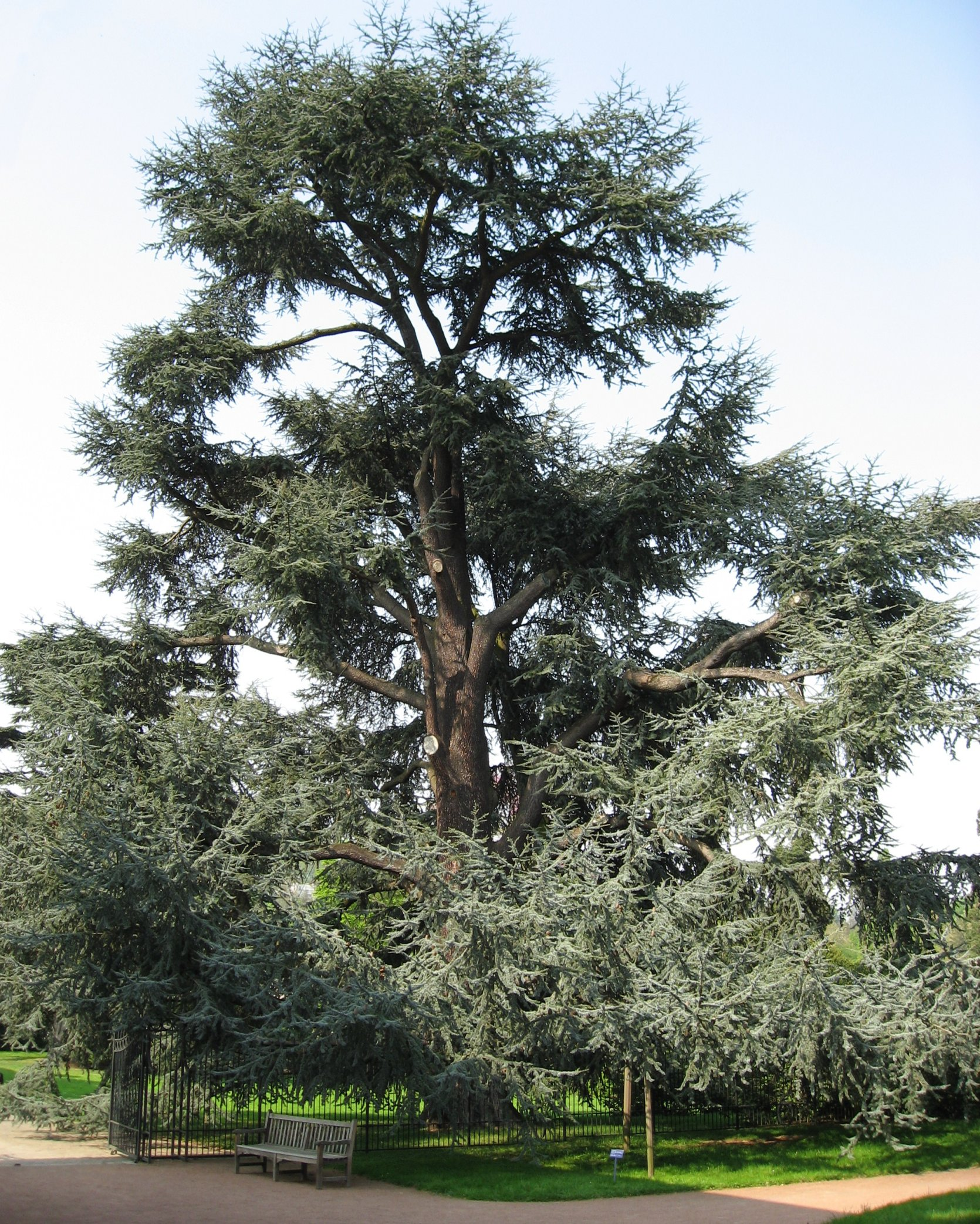
Kultivar 'Glauca'
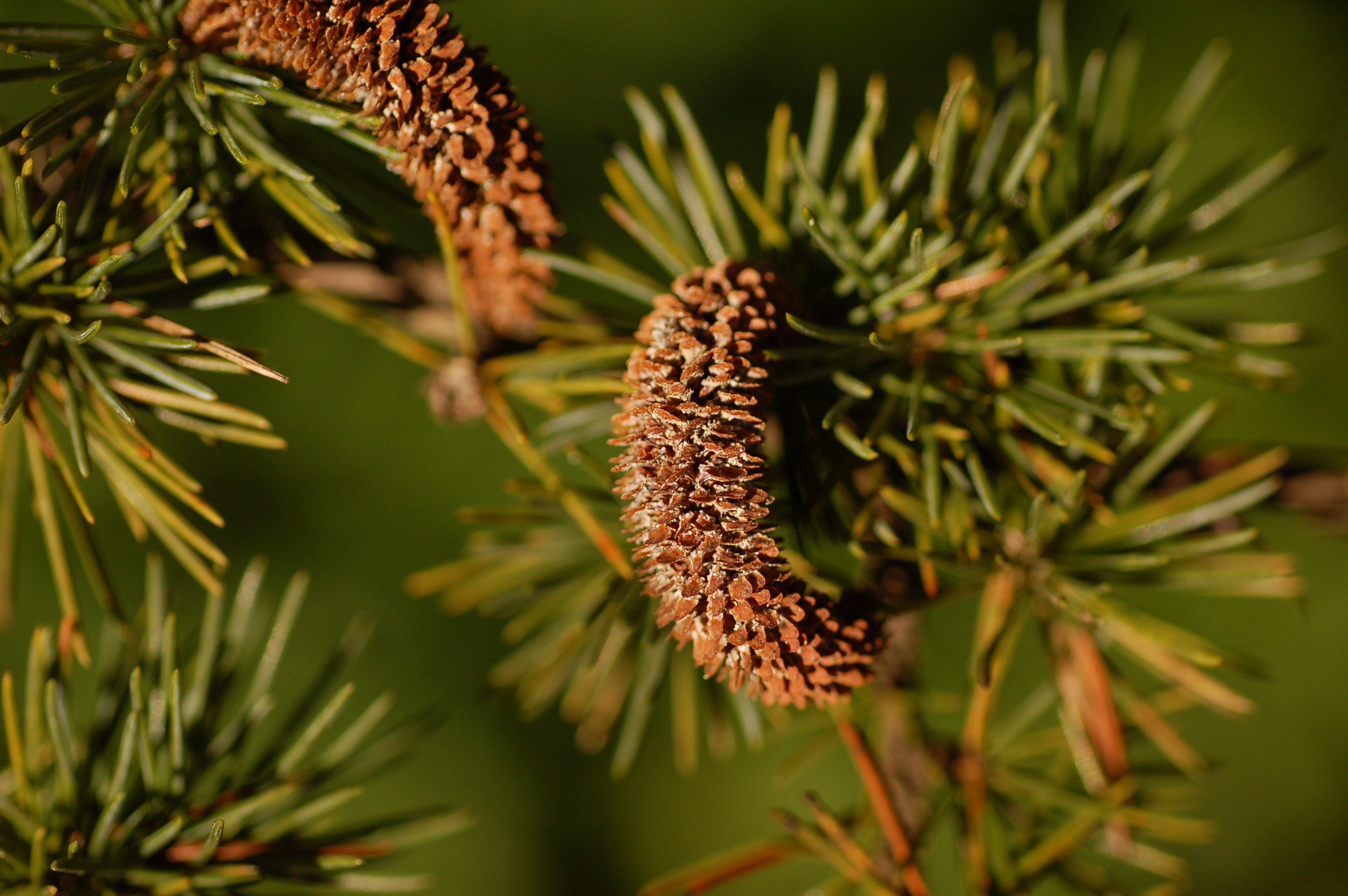
Samčí květy
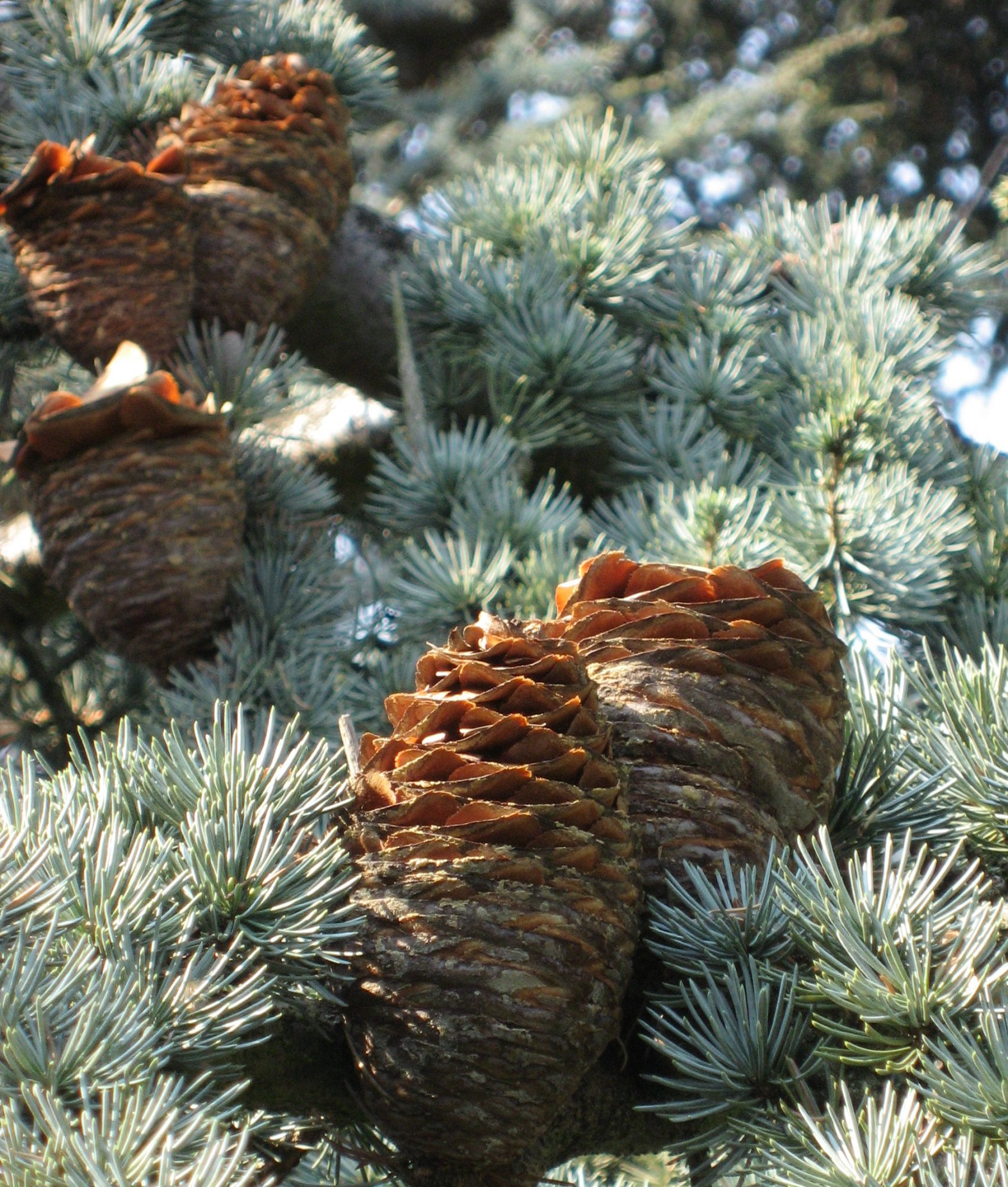
Samičí šištice u kultivaru 'Glauca'